# Crémeux du Puy
Le crémeux du Puy est un fromage au lait de vache français fabriqué en Auvergne,. Sa croûte est cendrée et sa pâte persillée et moelleuse. Sa période optimale de consommation est entre juin et janvier.